# Stadslandbouw

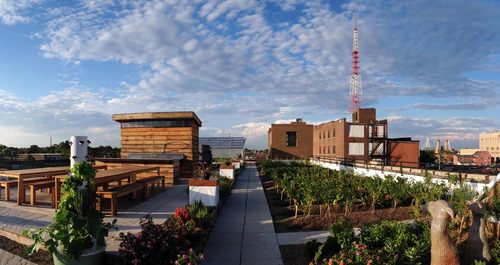
Stadslandbouw op het dak van een gebouw in Saint Louis (Missouri)

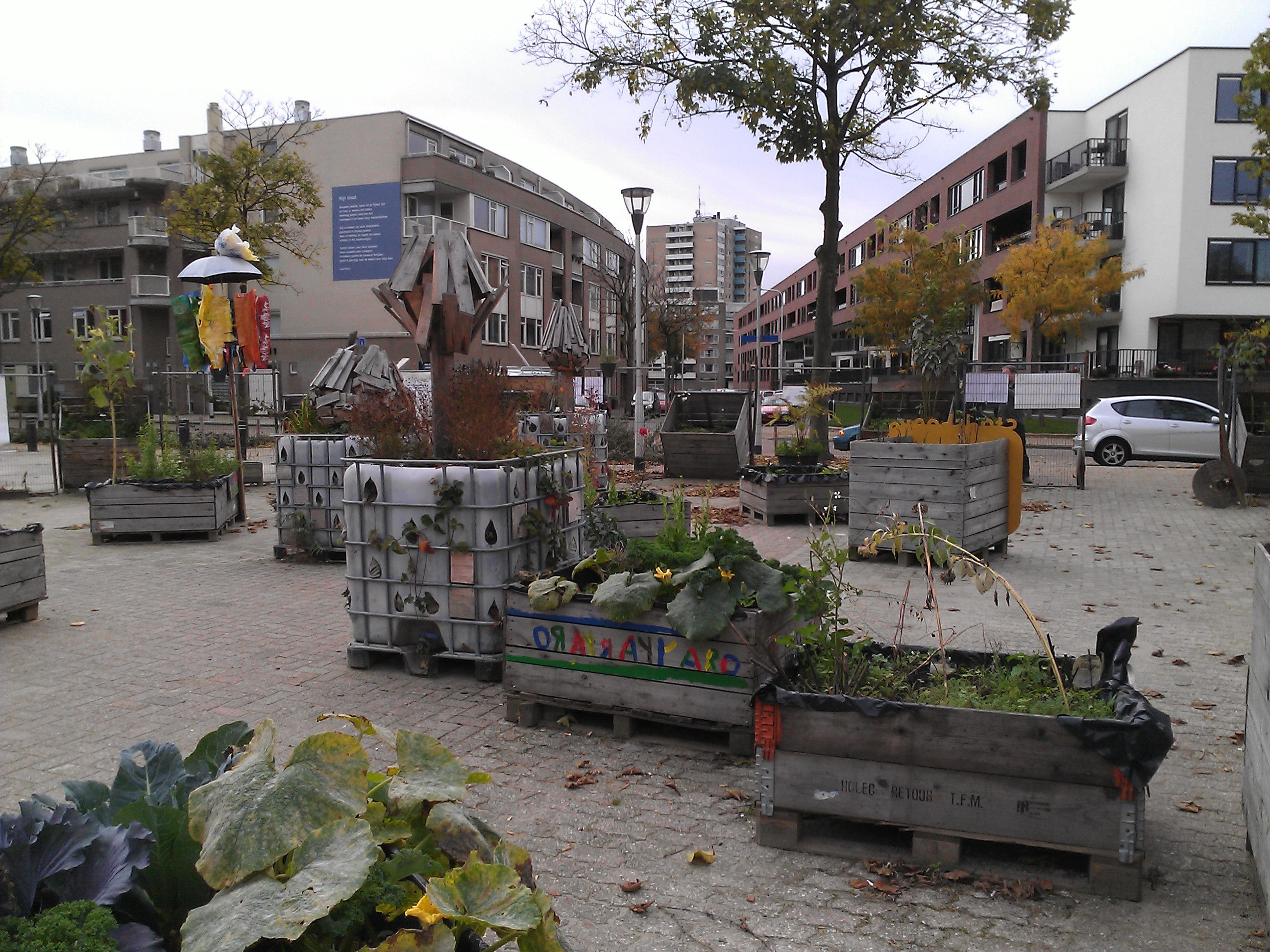
Stadshoeve "De tuin" in Tilburg

Stadslandbouw is het telen, oogsten en afzetten van voedsel in of in de nabijheid van een stad. Onder stadslandbouw valt ook veeteelt en de kweek van vissen voor consumptie. In tegenstelling tot de volkstuin is in de stadslandbouw het uitgesproken verband met een individueel perceel losgelaten. Zo kan men door middel van moestuinbakken en kweektafels verse groenten, fruit en kruiden kweken op daken, terrassen en balkons in de stad of wordt door middel van verticaal tuinieren verse gewassen gekweekt op kleine ruimtes en langs muren.

## Geschiedenis
Hoewel de oorsprong van de stadslandbouw kan teruggevoerd worden tot de hangende tuinen van Ninive in de Oudheid, is de 19e-eeuwse volkstuinbeweging zeker in West-Europa te beschouwen als een vroege vorm van stadslandbouw.
De voorloper van stadslandbouw is de volkstuin.
In navolging van wat in New York reeds in public gardens gedaan werd, was kunstenaar en trendonderzoeker Natascha Hagenbeek in 2010 een van de eersten in Nederland die met een gemeenschappelijke moestuin in het centrum van de stad begon te pionieren. Een belangrijke grondstof wat het groente-, tuin- en fruitafval van de betrokken huishoudens dat als compost in de grond verwerkt werd. Daar kwam een winkel bij waar de verbouwde groenten werden verkocht.
In de loop van de jaren kreeg dit project navolging in andere steden. Hagenbeeks project haalde in 2022 de 82e plaats op de duurzame 100-lijst van Trouw.

## Een begrip in ontwikkeling
De stadslandbouw is begin jaren 2020 sterk in ontwikkeling. Daardoor doen er verschillende definities  de ronde. Zo kan stadslandbouw beperkt worden tot die vormen van voedselproductie die professioneel beoefend wordt. Een andere benadering kiest voor een veel ruimere omschrijving waarbij ook de voedselproductie als hobby er onder valt.
Stadslandbouw maakt als geheel onderdeel uit van het streven naar verduurzaming. Daarom wordt het gebruik van duurzame productiemethoden vaak als een basisvoorwaarde gezien om een vorm van landbouw aan te merken als stadslandbouw. Stadslandbouw wil een bijdrage leveren aan de voedselopgave die onder druk staat door een veranderend klimaat en een voortdurend groeiende wereldbevolking. Vooral in grote steden manifesteert deze opgave zich onmiskenbaar. Daarnaast levert stadslandbouw ook verse seizoensgebonden producten op en voegt daarmee een belangrijke kwaliteit toe aan ons dagelijks voedsel.
Stadslandbouw heeft ook een sociaal culturele dimensie; in het hele proces doen zich kansen voor om consumenten te betrekken bij de productie van voedsel. Dat kan recreatief maar ook educatief, als werkgelegenheid of als zelfstandig ondernemer enz. Door een brede definitie te hanteren vallen ook stadstuintjes, balkontuintjes en de kweek in potjes op de vensterbank onder stadslandbouw.
Naast de stadslandbouw zelf ontwikkelt zich tegelijkertijd een hele wereld van adviseurs, subsidiegevers, opleiders, coaches, etc rondom het jonge opkomende fenomeen.